# John Wayne repülőtér
A John Wayne repülőtér (IATA: SNA, ICAO: KSNA) az Amerikai Egyesült Államok egyik jelentős nemzetközi repülőtere, amely Santa Ana közelében található. Éves utasforgalma 11 360 839 fő (2022).
Névadója John Wayne Oscar-díjas amerikai színész, akit a „The Duke” azaz „A herceg” névvel is illettek.

## Légitársaságok és úticélok
2024-ben a John Wayne repülőtérről az alábbi járatok indulnak:

### Személy
A következő légitársaságok kínálnak menetrend szerinti személyszállítást. Minden nemzetközi érkező járatot (kivéve az Egyesült Államok határátkelőhelyeiről érkező járatokat) a C terminál fogad. A JSX a fő utasterminál mellett található ACI Jet épületben, egy különálló létesítményben működik.  
| Légitársaság       | Célállomások | Források      |
| ------------------ | --- | ------------- |
| Air Canada         | Vancouver | [ 1 ]         |
| Alaska Airlines    | Boise (kezdődik 2024. december 19-től), Everett, Portland (OR), San Francisco, Santa Rosa, Seattle/Tacoma, Tucson                                                                  | [ 4 ]         |
| Allegiant Air      | Austin, Boise, Eugene, Idaho Falls, Medford, Missoula, Provo Szezonális: Des Moines                                                                                                | [ 5 ]         |
| American Airlines  | Austin, Charlotte, Chicago–O'Hare, Dallas/Fort Worth, New York–JFK, Phoenix–Sky Harbor                                                                                             | [ 6 ]         |
| Breeze Airways     | Ogden, Provo Szezonális: Columbus–Glenn, Grand Junction, Montrose (kezdődik 2024. december 21-től), Orlando, Tampa                                                                 | [ 11 ]        |
| Delta Air Lines    | Atlanta, Detroit, Minneapolis/St. Paul, Salt Lake City, Seattle/Tacoma | [ 12 ]        |
| Delta Connection   | Las Vegas (2025 január 2-től) | [ 12 ]        |
| Frontier Airlines  | Denver, Las Vegas, Phoenix–Sky Harbor, San Francisco | [ 15 ]        |
| JSX                | Concord (CA), Las Vegas, Reno/Tahoe, Scottsdale, Broomfield Szezonális: Monterey                                                                                                   | [ 17 ] [ 18 ] |
| Southwest Airlines | Austin, Dallas–Love, Denver, Las Vegas, Oakland, Phoenix–Sky Harbor, Puerto Vallarta, Sacramento, San Jose (CA), San José del Cabo Szezonális: Houston–Hobby, Nashville, St. Louis | [ 19 ]        |
| Spirit Airlines    | Las Vegas, Oakland | [ 20 ]        |
| United Airlines    | Chicago–O'Hare, Denver, Houston–Intercontinental, Newark, San Francisco | [ 21 ]        |
| United Express     | San Francisco | [ 21 ]        |
| WestJet            | Calgary, Vancouver | [ 22 ]        |

### Cargo
| Légitársaság          | Célállomások                   |
| --------------------- | ------------------------------ |
| FedEx                 | Los Angeles, Memphis           |
| United Parcel Service | Louisville, Phoenix–Sky Harbor |

## Futópályák
A repülőtér futópályái:
- 2L/20R (5701 ft, 150 ft, aszfalt)
- 2R/20L (2887 ft, 75 ft, aszfalt)

## Forgalom
Az utasforgalom az elmúlt években az alábbi módon változott:
| Utasok száma | 4 586 596 | 6 773 977 | 7 718 415 | 7 324 557 | 9 627 032 | 8 989 603 | 8 857 944 | 10 496 511 | 10 656 986 | 11 741 325 |
|              | 1990      | 1994      | 1997      | 2001      | 2005      | 2008      | 2012      | 2016       | 2019       | 2023       |